# Parafia Najświętszej Maryi Panny Królowej Świata i św. Małgorzaty w Parkowie
Parafia Najświętszej Maryi Panny Królowej Świata i św. Małgorzaty w Parkowie – rzymskokatolicka parafia w Parkowie, należy do dekanatu rogozińskiego archidiecezji gnieźnieńskiej. Powstała w XIV wieku. Obecny kościół wybudowany w latach 1780–1802.

## Historia
Parafia została erygowana  w XIV wieku. W 1835 roku decyzją prymasa Polski arcybiskupa Marcina Sulgustowskiego Dunina do parafii została włączona parafia w Słomowie. 15 maja 1974 roku parafie ponownie stały się samodzielne. W 2019 roku decyzja prymasa ponownie je połączono.

## Proboszczowie
- ks. Józef Klawiński (1830–1861)[2]
- ks. Jakub Daleki (1861–1873)[3]
- ks. Franciszek Szotkiewicz (1873–1889)[4]
- ks. dziekan Wiktor Mędlewski (1890–1924)[5]
- ks. Józef Roman Pielatowski (1924–1936)[6]
- ks. dziekan Konrad Pomorski z Rogoźna (zarząd tymczasowy w 1936 po śmierci poprzedniego proboszcza)[6]
- ks. Józef Palmowski (od października 1936–1938) Zginął w Dachau w 1943 roku[7].
- ks. Florian Łodzig (1945–1967)[5]
- ks. Franciszek Stasik (1967–1974)[8][9]
- ks. Jerzy Katerlak (1974–1985)[10]
- ks. Kazimierz Wencel (1985–1989)[11]
- ks. Zbigniew Szyk (1989–2007)[12]
- ks. Jan Andrzejewski (2007–2019)[13]
- ks. Mariusz Byczyński (od 2019)[14]